# Hort auf St Ninian’s Isle

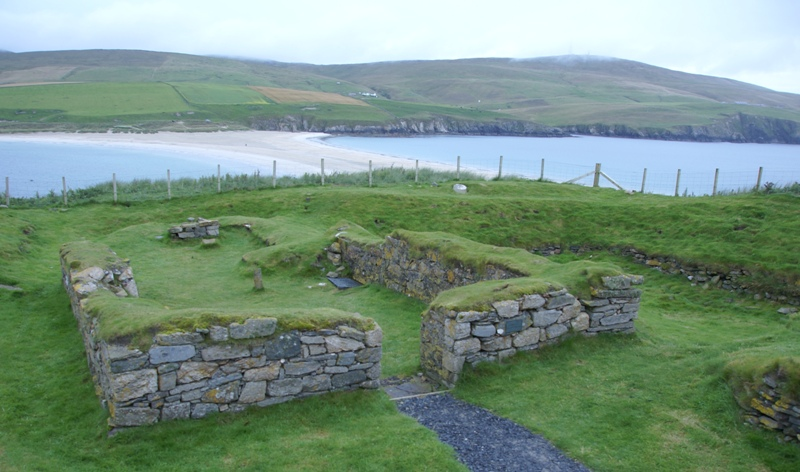
Ruine von St. Ninian’s Church
Fundort des Hortes

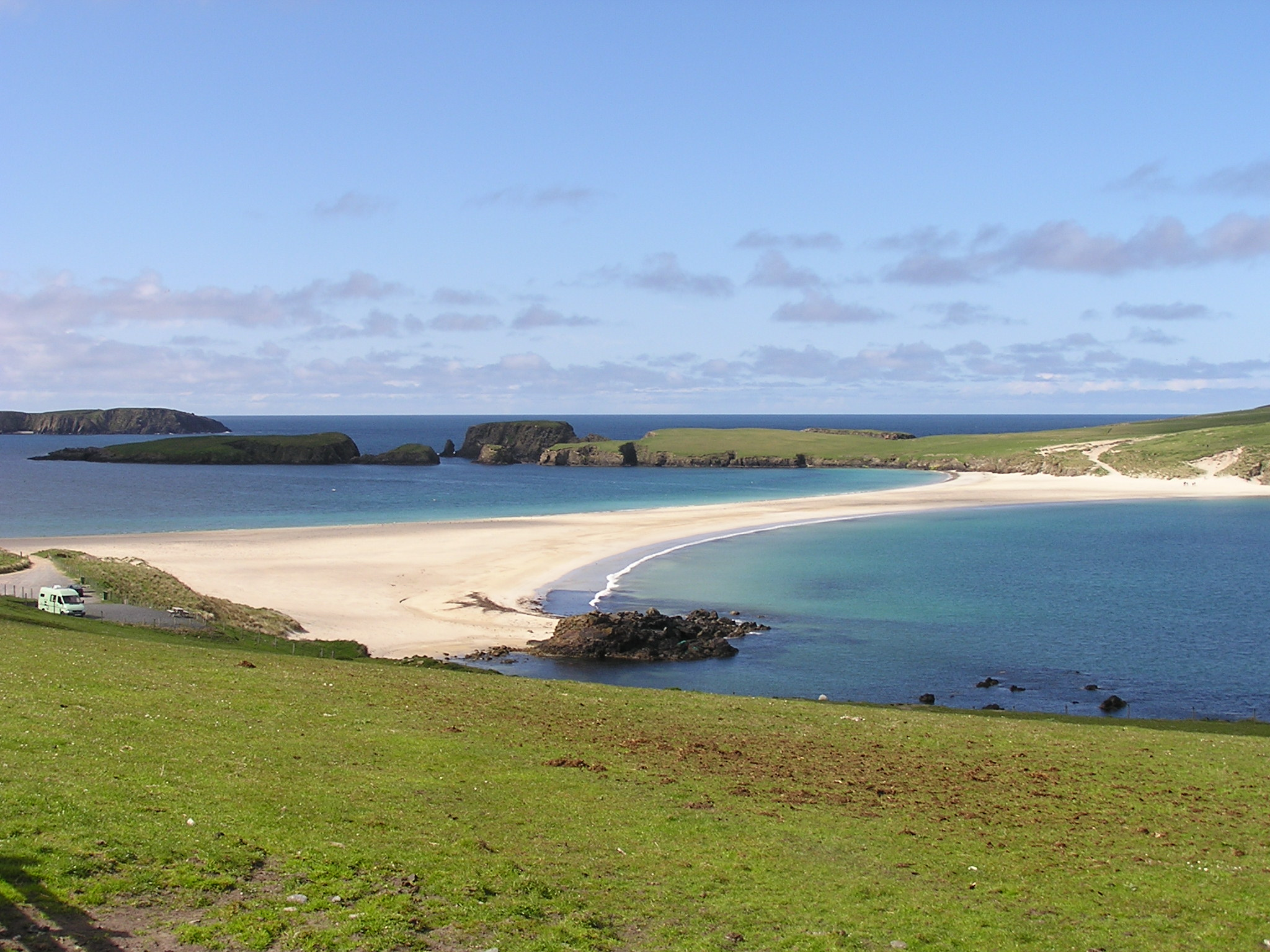
Der „Ayre“ der Tombolo von St Ninian’s

Der Hort auf St Ninian’s Isle, einer etwa 72 ha großen Gezeiteninsel der Shetlands in Schottland, wurde in der 2. Hälfte des 8. Jahrhunderts deponiert und 1958 im Boden der St. Ninian’s Church unter einer Platte wiederentdeckt.
Die Kirche wurde noch im frühen 18. Jahrhundert genutzt. Stürme und Sand vom größten Tombolo der Britischen Inseln haben sie zerstört und den noch bis 1850 genutzten Friedhof verschüttet. Die Kenntnisse über die Position der Kirche gingen verloren. Anlässlich des ersten Wikinger-Kongresses 1951 schlug William Douglas Simpson (1896–1968) eine Suche vor, die 1955 begann. 1958 entdeckte dann ein Schuljunge, der bei der Suche mithalf, eine Holzkiste unter einer Steinplatte, die mit einem Kreuz markiert war. Der Inhalt übertraf alle Erwartungen.
Der 28-teilige Hort besteht aus:
- zwölf silbernen Ringfibeln
- acht silbernen Schalen
- drei silbernen fingerhutförmigen Fassungen unbekannter Funktion
- zwei silbernen Ortbändern
- einem silbernen Löffel
- einem  silbernen Messer
- einem  silbernen Knauf

Der Silberhort lag in einer Kiste aus Lärchenholz. Die Schalen lagen auf dem Kopf und die Fibeln und anderen Objekte schienen hastig versteckt worden zu sein. Der Schatz, der einige vergoldete Stücke enthält, ist das besterhaltene Beispiel piktisch-schottischer Silberschmiedearbeiten aus dieser Zeit.
Es gab Stücke für den weltlichen Gebrauch, wie eine Reihe unterschiedlicher Ringfibeln (einige als Halbfabrikate) und verschiedene Ortbänder von Schwertscheiden. Für religiöse Zeremonien und Rituale könnten die fingerhutförmigen Objekte, Löffel und Schüsseln verwendet worden sein. Inmitten der Objekte lag der Kieferknochen eines Schweinswales als einziger nicht-metallischer Gegenstand. Einige Stücke wie die schweren Ringketten oder Halsbänder, von einigen Wissenschaftlern als „Machtsymbole piktischer Häuptlinge“ angesehen, sind von unsicherer Bedeutung. Die Fibeln zeigen eine Vielzahl typisch piktischer Formen. Zwei der Ortbänder und ein Schwertknauf scheinen angelsächsische Stücke zu sein, wahrscheinlich im späten 8. Jahrhundert in Mercia gemacht. Eines hat eine Inschrift mit einem Gebet in altenglischer Sprache. Einer der „Fingerhüte“ zeigt eine dreifache Spirale. Waffen gehörten zum Austausch von Geschenken zwischen angelsächsischen und piktischen Herrschern und infolgedessen zu den Gegenständen, die sich im frühen Mittelalter am weitesten verbreiteten. Der Hort befindet sich im National Museum of Antiquities of Scotland in Edinburgh.

Hort auf St Ninian’s Isle
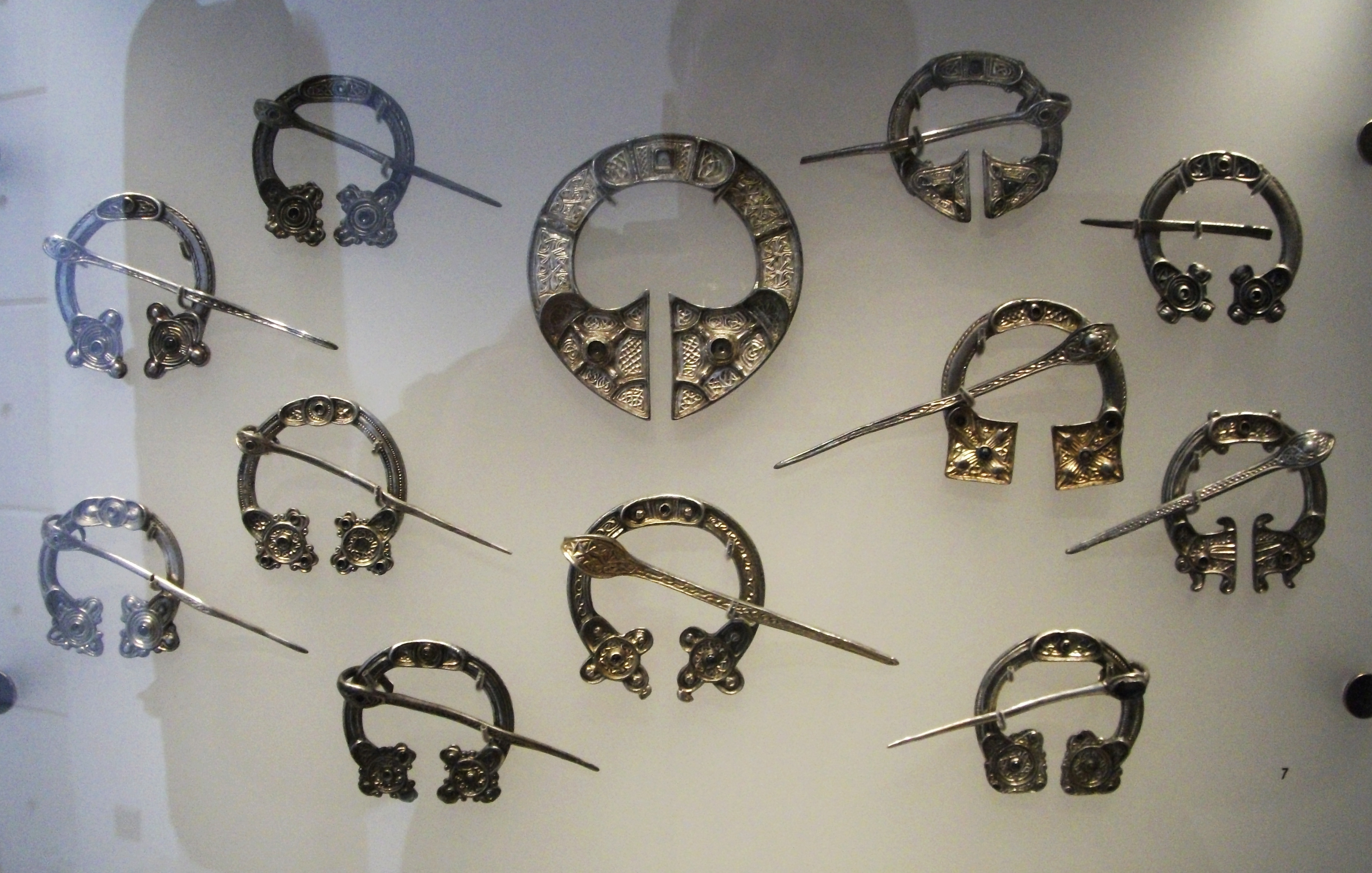
Ringfibeln
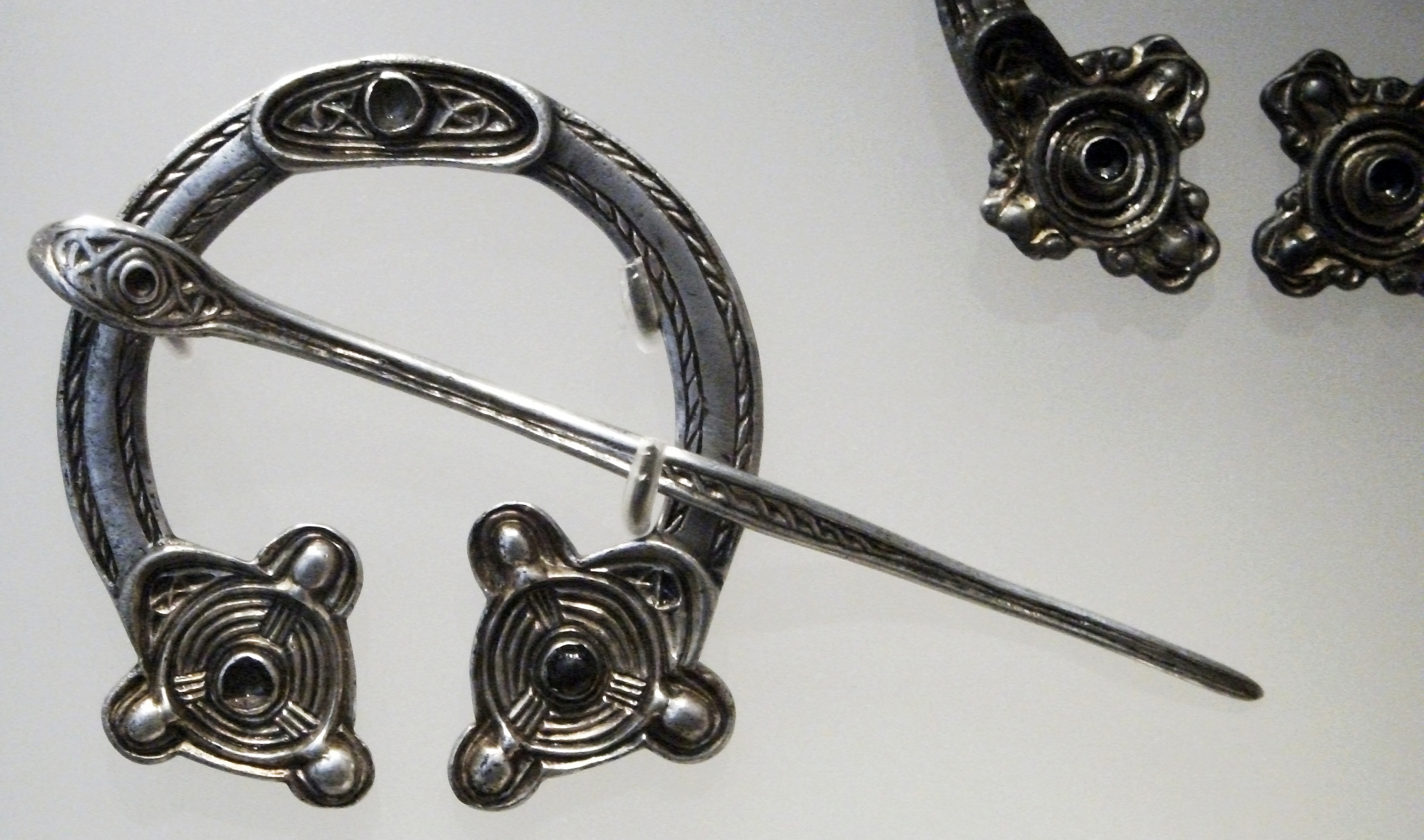
Ringfibel
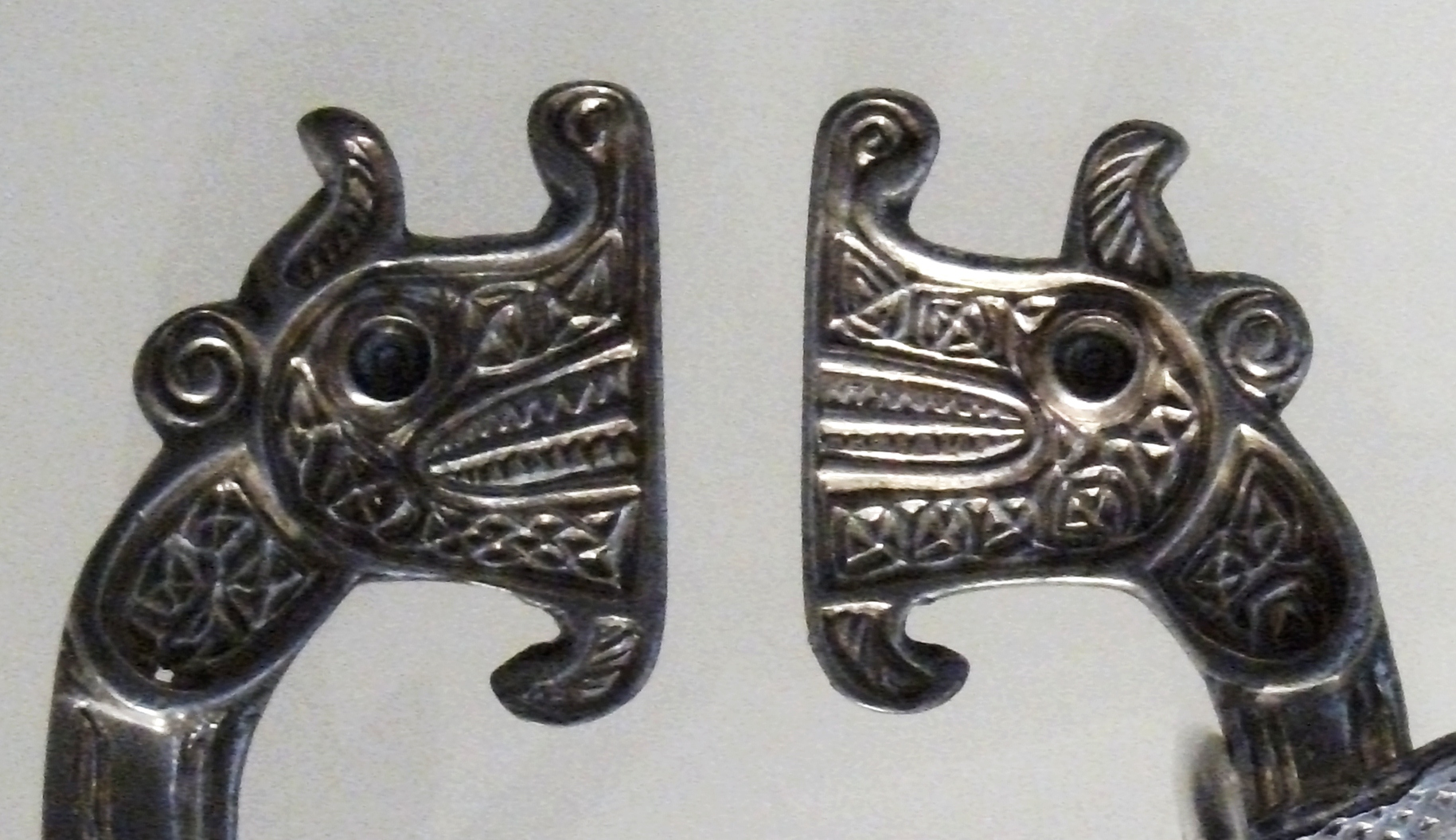
Fibelenden
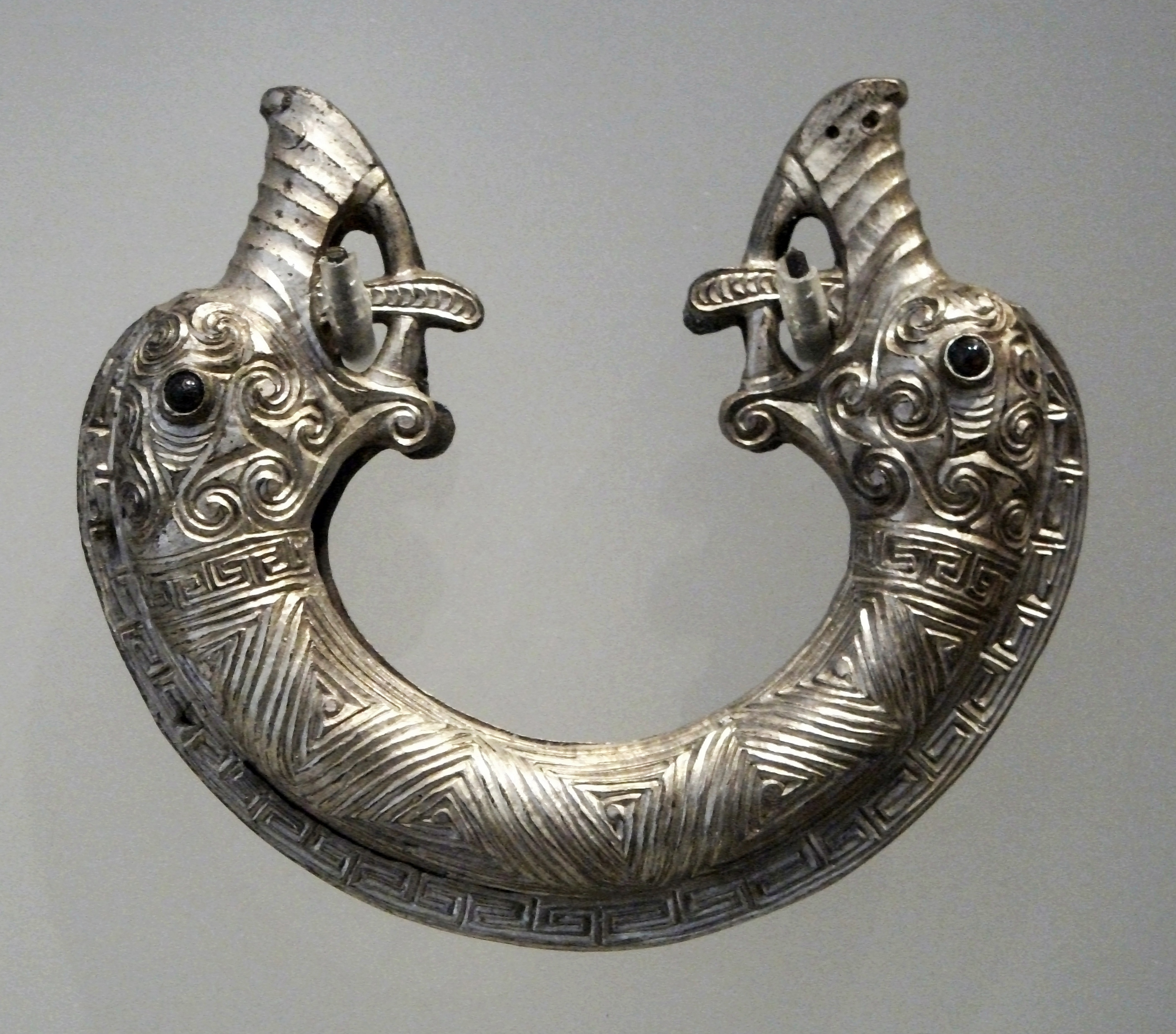
Ortband
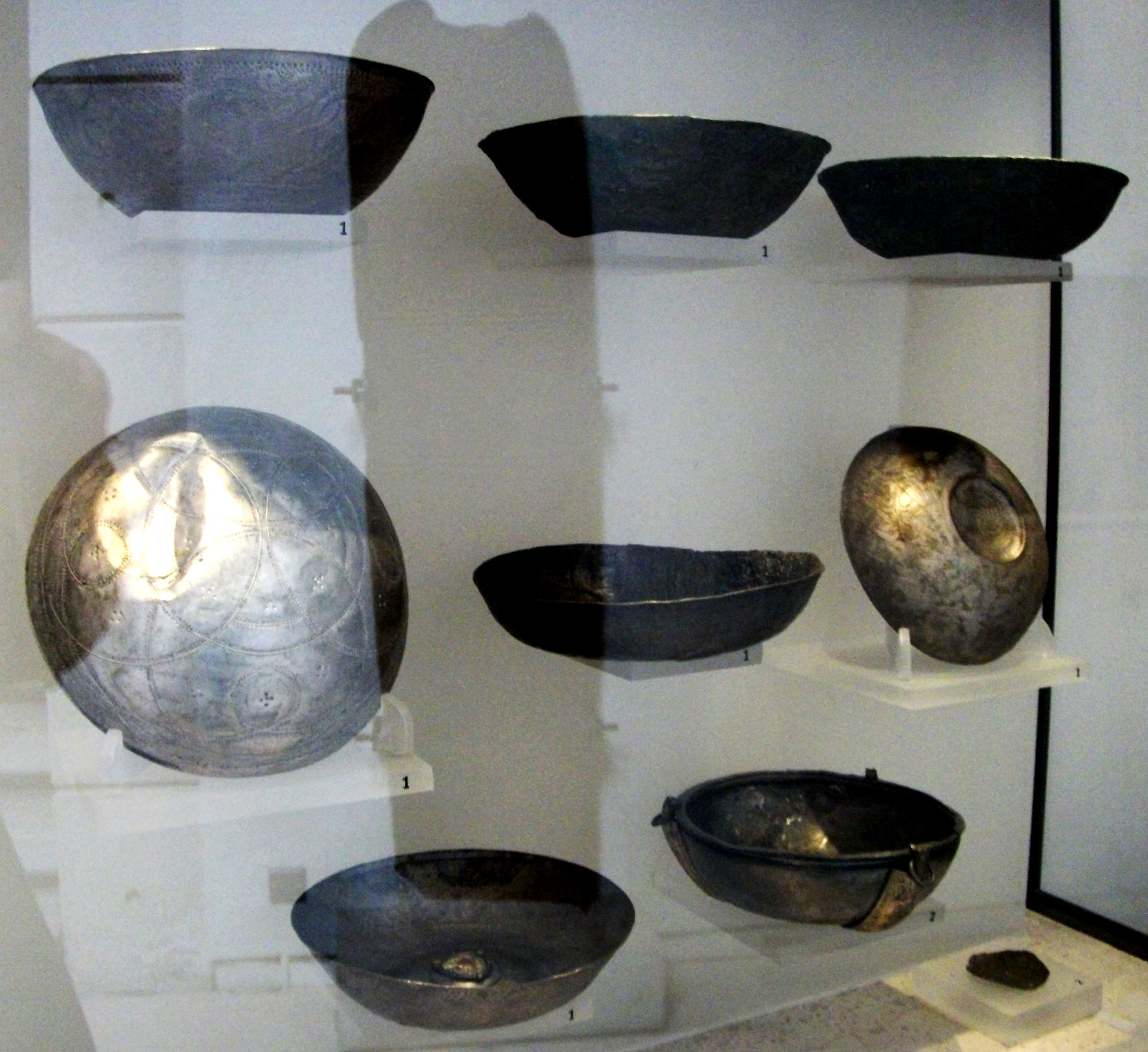
Schalen
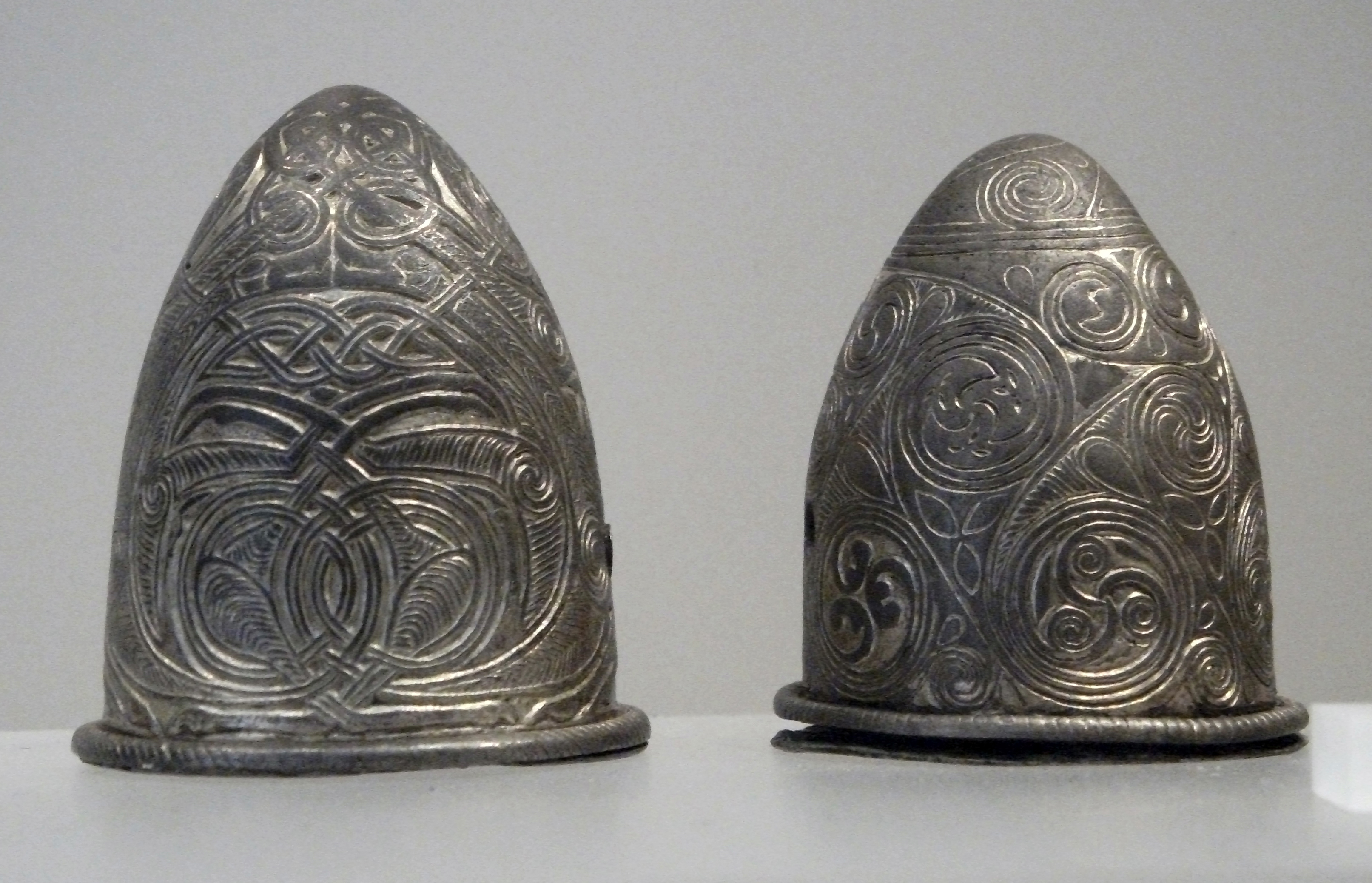
Fingerhüte